# Carl Yastrzemski
Carl Michael Yastrzemski (22 de agosto de 1939, em Southampton, New York, Estados Unidos) foi um jogador americano de beisebol. Foi eleito para o Hall of Fame do esporte em 1989. Yastrzemski jogou toda a sua carreira de 23 anos pelo Boston Red Sox (1961–1983). Era primordialmente um campista esquerdo (left fielder), mas durante a carreira também assumiu a função de primeira-base e rebatedor designado. Carl foi eleito para o Jogo das Estrelas dezoito vezes, venceu sete vezes o prêmio Gold Gloves, e ainda pertence ao clube dos jogadores que possuem mais de 3 mil rebatidas na carreira e também foi o primeiro jogador da American League a entrar nesse clube e ainda ter somado mais de 400 home runs.
É o segundo na lista dos jogadores com maior número de partidas disputadas e o terceiro na lista dos que mais foram para o bastão. É o líder dos Red Sox em RBIs, corridas anotadas, rebatidas e jogos disputados, e o segundo em home runs feitos, atrás de outra lenda, Ted Williams.
Em 1967, Yastrzemski chegou ao auge da carreira, liderando os Red Sox à conquista da Liga Americana pela primeira vez em duas décadas, na temporada em que foi eleito MVP (Melhor Jogador) e conseguiu ainda uma rara Tríplice Coroa. Ele se aposentou em 1983 sem conquistar qualquer título de World Series.